# Détective de l'occulte

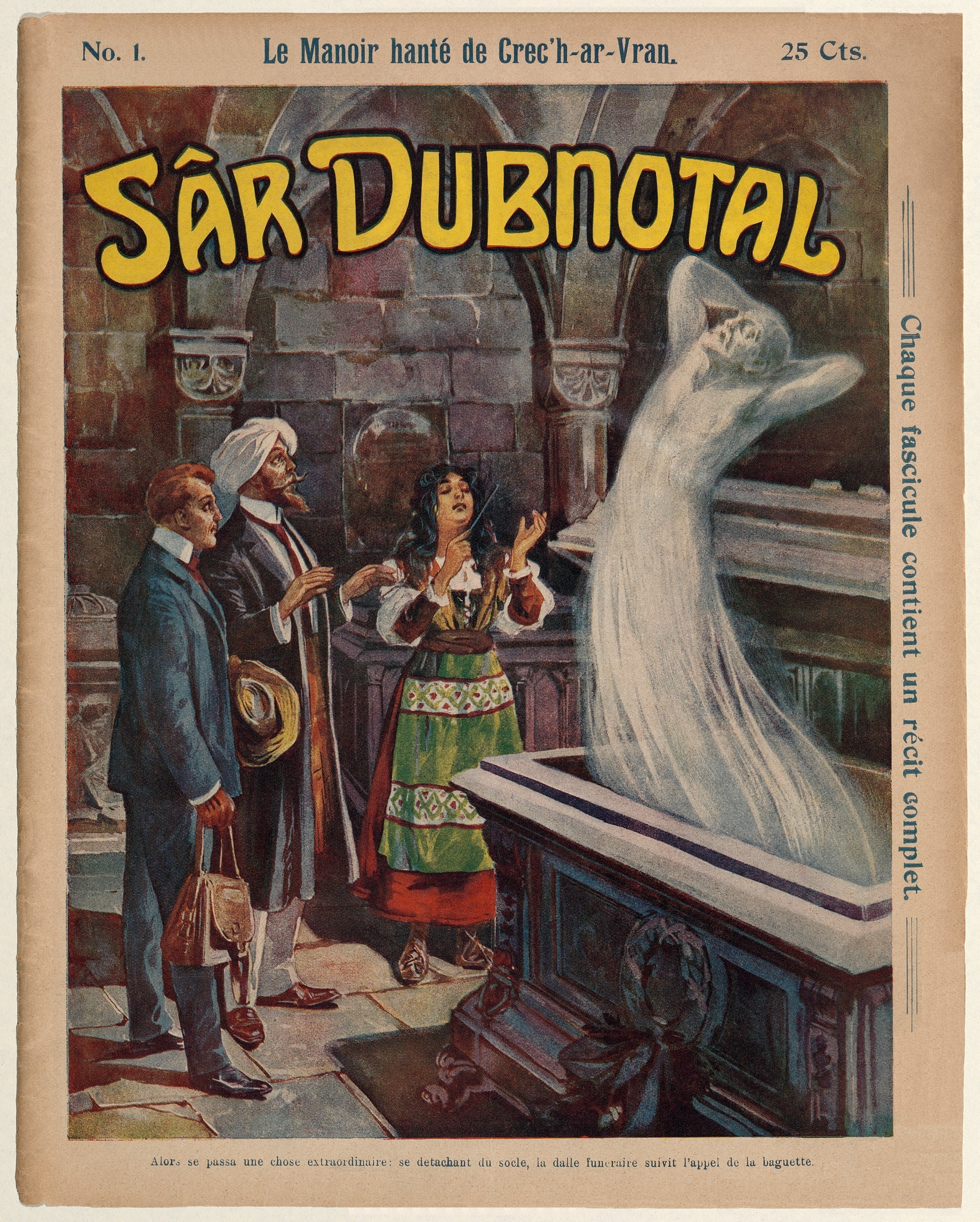
Couverture d'un fascicule populaire consacré au Sâr Dubnotal (1909).

Le détective de l'occulte (également appelé détective de l'étrange ou détective des ténèbres) est le personnage type d'un genre littéraire qui relève simultanément du policier et du fantastique. Cette figure fictionnelle apparaît initialement dans la littérature anglophone à la fin du XIXe siècle. 
Contrairement aux détectives comme Sherlock Holmes, froid logicien qui trouve des explications rationnelles à certains mystères d'apparence surnaturelle, les enquêteurs spécialisés dans les sciences occultes se confrontent sans équivoque à des éléments surnaturels (malédictions, spectres, démons, etc.). Ils sont parfois eux-mêmes dotés de pouvoirs parapsychiques et équipés de divers artéfacts magiques.

## Historique
L'écrivain irlandais Sheridan Le Fanu introduit cette ingérence du récit policier dans le fantastique avec les enquêtes du docteur allemand Martin Hesselius. Réunies dans le recueil In a Glass Darkly en 1872, ces nouvelles inaugure le genre du détective de l'étrange.
Le romancier Emeric Hulme-Beaman contribue au genre avec les aventures d'Ozmar the Mystic (1896), puis Hesketh et Kate Pritchard (en) mettent en scène le « détective psychique » Flaxman Low (en) dans les pages du Pearson's Magazine entre 1898 et 1899. 
Un ancien théosophe, Algernon Blackwood, produit une série de courts romans, qui sont réunis en volume en 1908 sous le titre de John Silence, Physician Extraordinary. Ces écrits connaissent un grand succès qui servent de modèle ou d'influence pour l'apparition d'autres détectives occultes.
En France, paraissent ainsi les aventures du Grand Psychagogue Sâr Dubnotal attribué à Norbert Sevestre en 1909, tandis que le britannique William Hope Hodgson publie à partir de 1910 les aventures de Thomas Carnacki.
Entre 1925 et 1952, l'écrivain américain Seabury Quinn publie dans la revue Weird Tales les aventures du détective Jules de Grandin. Spécialité la résolution des malédictions, ce détective français opère principalement à Harrisonville, une ville située dans le New Jersey.